# خوآن مانوئل گالوز
خوآن مانوئل گالوز دورون (انگلیسی: Juan Manuel Gálvez Durón)؛ زادهٔ ۱۰ ژوئن ۱۸۸۷ – درگذشتهٔ ۲۰ اوت ۱۹۷۲) یک سیاستمدار و وکیل اهل هندوراس بود. او از ۱ ژانویه ۱۹۴۹ تا ۵ دسامبر ۱۹۵۴ رئیس‌جمهور هندوراس بود.
خوآن مانوئل گالوز در ۲۰ اوت ۱۹۷۲، در سن ۸۵ سالگی بر اثر خونریزی مغزی درگذشت.